# جنگ ایران و روم (۵۹۱–۵۷۲)
جنگ ایران و روم از سال ۵۷۲ تا ۵۹۱ جنگی بود که بین شاهنشاهی ساسانی و امپراتوری بیزانس رخ داد. این جنگ به دنبال شورش‌های طرفدار بیزانس در مناطقی از قفقاز که تحت سلطه ایرانیان بودند، آغاز شد، هرچند که رویدادهای دیگری نیز به بروز آن کمک کردند. نبردها عمدتاً به قفقاز جنوبی و میان‌رودان محدود بود، هرچند که به آناتولی شرقی، سوریه و شمال ایران نیز گسترش یافت. این جنگ بخشی از یک سلسله جنگ‌های شدید بین این دو امپراتوری بود که بیشتر قرن ششم و اوایل قرن هفتم میلادی را در بر می‌گرفت. همچنین این جنگ آخرین مورد از جنگ‌های متعدد بین آن‌ها بود که الگوی آن به گونه‌ای بود که نبردها عمدتاً به استان‌های مرزی محدود می‌شد و هیچ‌یک از طرفین موفق به اشغال دائمی سرزمین‌های دشمن فراتر از این منطقه مرزی نمی‌شدند. این جنگ پیش‌درآمد یک درگیری نهایی و بسیار وسیع‌تر در اوایل قرن هفتم بود.